# شيريكا وليامس
شيريكا وليامس (بالإنجليزية: Shericka Williams) هي عدائة مسافات قصيرة جامايكية ولدت في يوم 17 سبتمبر 1985 في النهر الأسود في جامايكا، أبرز إنجازاتها هو فوزها بالميدالية الفضية في دورة الألعاب الأولمبية الصيفية 2008 في بكين، كما فازت بالميدالية البرونزية في سباق 4×400 متر في نفس الدورة مع الفريق الجامايكي وفازت بالميدالية البرونزية في دورة الألعاب الأولمبية الصيفية 2012 في لندن في سباق 4×400 متر. على صعيد بطولات العالم تمكنت شيريكا من الفوز بالميدالية الفضية في بطولة العالم لألعاب القوى 2009 في برلين، كما فازت بالميدالية الفضية في سباق 4×400 متر في بطولة العالم لألعاب القوى 2005 في هلسنكي وبطولة العالم لألعاب القوى 2007 في أوساكا وبطولة العالم لألعاب القوى 2009 في برلين وبطولة العالم لألعاب القوى 2011 في دايغو في كوريا الجنوبية. شيريكا وليامس فازت بالميدالية الذهبية دورة ألعاب الكومنولث 2014 في سباق 400 متر في غلاسكو.

## أرقام شخصية
- 200 متر - 22.50 (2008)
- 400 متر - 49.32 (2009)

## روابط خارجية
- شيريكا وليامس على موقع الاتحاد الدولي لألعاب القوى (الإنجليزية)
- شيريكا وليامس على موقع الدوري الماسي (الإنجليزية)
- شيريكا وليامس على موقع اللجنة الأولمبية الدولية (الإنجليزية)
- شيريكا وليامس على موقع أوليمبيديا (الإنجليزية)
- شيريكا وليامس على موقع اتحاد ألعاب الكومنولث (مؤرشف) (الإنجليزية)